# Rondò Veneziano
Rondò Veneziano is een Italiaans kamerorkest waarvan de meerderheid van zijn repertoire bestaat uit originele composities van de oprichter en dirigent Gian Piero Reverberi.
Stilistisch is het repertoire geïnspireerd op de Venetiaanse barok muziek, maar bevat ook moderne elementen zoals drums, elektrische gitaar, elektrische bas en synth geluiden. De hobo speelt een centrale rol in deze muziek.
Mede-componisten van het repertoire zijn Laura Giordano, Dario Farina, Ivano Pavesi en Giuseppe Zuppone.
Rondò Veneziano werd in 1979 opgericht en ze treden op in historische kostuums. Inmiddels kent de groep internationale bekendheid.